# Daniela Emminger

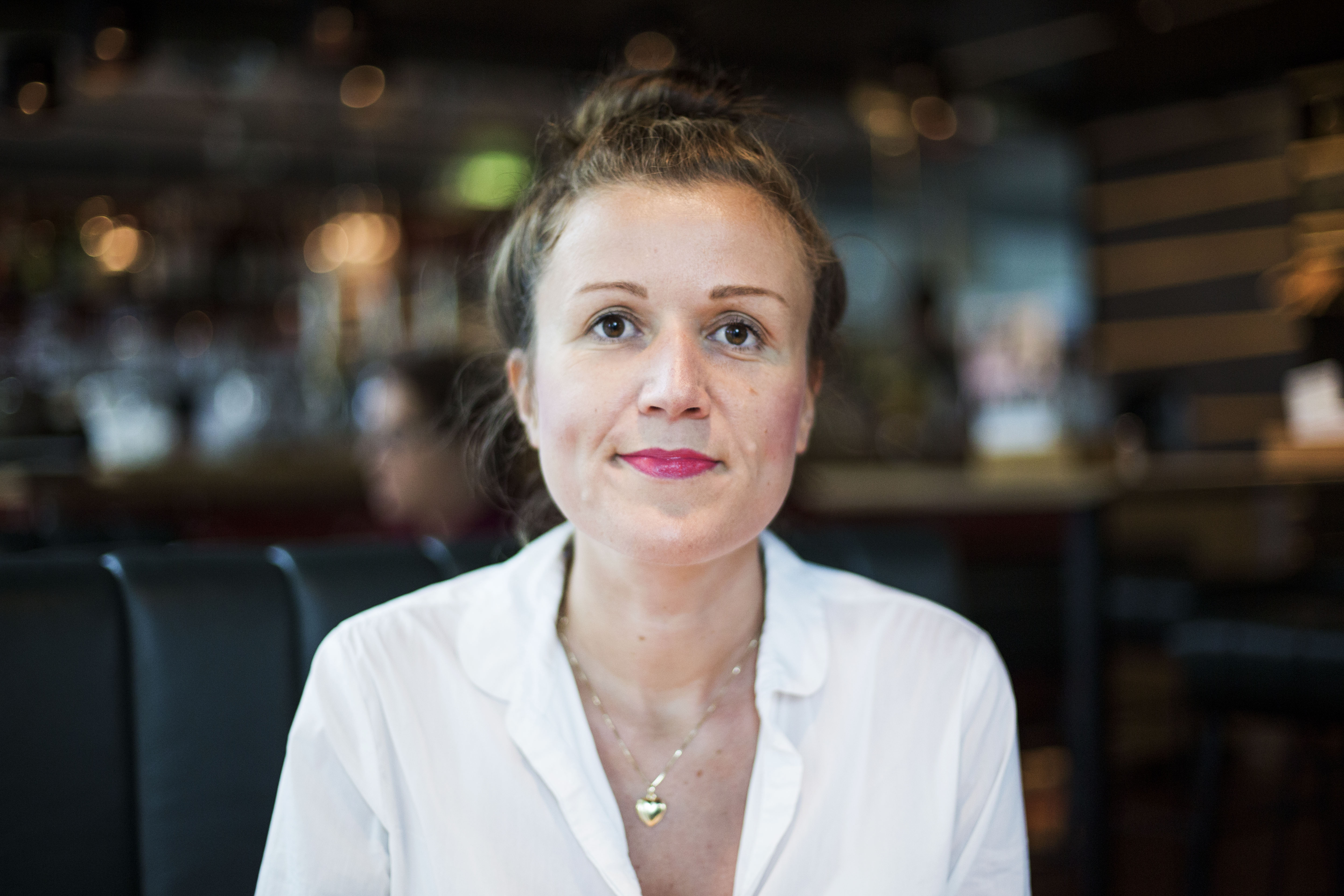
Daniela Emminger (2018)

Daniela Emminger (* 1975 in Vöcklabruck) ist eine österreichische Schriftstellerin.

## Leben

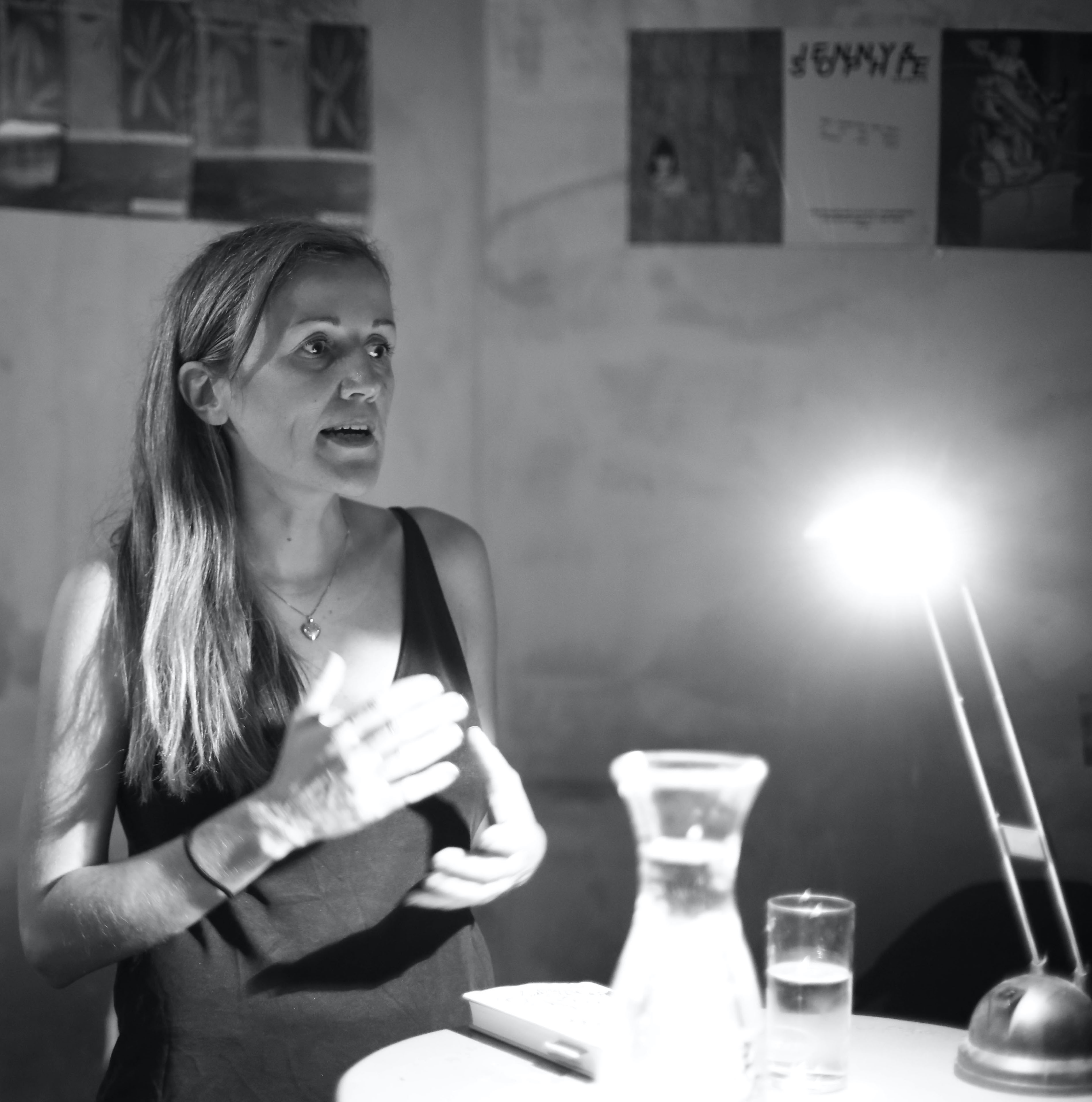
Daniela Emminger, Lesung Future Garden Wien (2019)

Daniela Emminger wuchs in Aurach am Hongar auf. Von 1999 bis 2003 studierte sie Publizistik- und Kommunikationswissenschaft in Wien. Parallel zum Studium arbeitete sie als Werbetexterin in Hamburg und Berlin und war in Litauen und Lettland als Redakteurin für die monatlich erscheinende Zeitung The Baltic Times tätig. Seit 2008 lebt sie als Schriftstellerin und freie Journalistin in Wien.
2014/15 wurde ihr das Adalbert-Stifter-Stipendium des Landes Oberösterreich für ihr Romanprojekt Die Vergebung muss noch warten zugesprochen.
2015/16 erhielt sie ein Autorenstipendium für Literatur des Literar-Mechana Jubiläumsfonds für den Multi-Genre-Roman „Kafka mit Flügeln“. Ihre Novelle Gemischter Satz befand sich 2016 auf der aus zehn Titeln bestehenden Longlist des Österreichischen Buchpreises.
2019 war Daniela Emminger Teilnehmerin des Literature Festival in New York City. Im selben Jahr folgte eine ausgedehnte Lesereise mit ihrem Roman 'Kafka mit Flügeln' durch Zentralasien. 2020 wurde sie auf Einladung der KADE-Stiftung „Writer-in-Residence“ an der New York University.

## Werke

### Einzeltitel
- 2004: Leben für Anfänger. Ritter Verlag, Klagenfurt/Wien 2004, ISBN 978-3-85415-360-3
- 2014: Schwund. Roman, Klever Verlag, Wien 2014, ISBN 978-3-902665-78-2
- 2015: Die Vergebung muss noch warten. Roman, Czernin Verlag, Wien 2015, ISBN 978-3-7076-0539-6
- 2016: Gemischter Satz. Novelle, Czernin Verlag, Wien 2016, ISBN 978-3-7076-0580-8
- 2018: Kafka mit Flügeln. Roman, Czernin Verlag, Wien 2018, ISBN 978-3-7076-0628-7
- 2020: Zirkus.Braunau – Ein österreichisch-europäisches Glamourstück für politisch schwierige Zeiten. Novelle, Verlag Bibliothek der Provinz, Wien 2020, ISBN 978-3-99028-960-0
- 2024: Fuck.Muzikatzerl. Verlag Bibliothek der Provinz, Weitra 2024, ISBN 978-3-99126-265-7[13][14]
- 2024: Blut ist nicht dicker als Wasser. New Yorker Bauernroman, Klever Verlag, Wien 2024, ISBN 978-3-99156-007-4.[14][15]

### Theaterstücke
- 2019: Zirkus.Braunau – Ein österreichisch-europäisches Glamourstück für politisch schwierige Zeiten, Thomas Sessler Verlag, Wien 2019